# IIIe corps (armée de l'Union)
Pour les articles homonymes, voir 3e corps d'armée.
Il y a quatre formations de l'armée de l'Union désignées comme IIIe corps (ou troisième corps d'armée) au cours de la guerre de Sécession.
Trois ont une existence de courte durée :
- Dans l'armée de Virginie, une désignation temporaire du commandement mieux connu sous l'appellation de Ier corps (armée du Potomac) :
  - Irvin McDowell (26 juin - 5 septembre 1862) ;
  - James B. Ricketts (5 6 septembre 1862) ;
  - Joseph Hooker (6 - 12 septembre 1862)
- Dans l'armée de l'Ohio :
  - Charles C. Gilbert (29 septembre - 24 octobre 1862)
- Dans l'armée du Cumberland :
  - Charles C. Gilbert (24 octobre - 5 novembre 1862)

L'autre, le IIIe corps, de l'armée du Potomac (13 mars 1862 - 24 mars 1864), est le sujet de cet article.

## Historique du corps
Le IIIe corps comprend dans son organisation la célèbre division de Kearny ; aussi, la division de Hooker, la brigade Excelsior, la deuxième brigade de Jersey, et d'autres commandements bien connus. Ses brillantes archives sont intimement liées à l'histoire des campagnes de Virginie de 1862-1863, dans lequel il se bat pendant deux années riches en événements.

### Campagne de la Péninsule: mars - juillet 1862
Le corps est organisé le 13 mars 1862, commandé par le major général Samuel P. Heintzelman, avec les généraux Joseph Hooker, Charles S. Hamilton, et Fitz John Porter comme ses trois commandants de division. Il reçoit immédiatement l'ordre de rejoindre la campagne de la Péninsule, la division d'Hamilton embarquant, le 17 mars, et menant l'avance de l'armée du Potomac en cette mémorable campagne. Pendant le siège de Yorktown, le corps est à son maximum, les rapports du matin du 30 avril montrant un total de 39 710 hommes, avec 64 pièces d'artillerie légère, et 34 633 hommes signalés comme « présents pour le service ». Mais cet agrégat est maintenu seulement brièvement, alors que la division de Porter est retirée peu après pour faire partie du nouveau Ve corps organisé. Hamilton est relevé, le 30 avril, et le général Philip Kearny prend sa place, Hamilton assumant le commandement d'une division de l'armée du Mississippi.
Lors de l'évacuation de Yorktown, le IIIe corps mène la poursuite de l'ennemi en retraite, les attaquant à Williamsburg, le 5 mai 1862, avec les divisions de Hooker et de Kearny. Cette bataille est livrée presque entièrement par le IIIecorps ; des 2 239 blessés sur le champ de bataille, 2 002 appartiennent à ses rangs ; et les trois quarts d'entre eux à la division de Hooker, le poids de la bataille étant tombé sur la brigade Excelsior et la brigade de Jersey, les deux appartenant au commandement de Hooker. La division de Porter n'est pas engagée, ayant été laissée à Yorktown ; le 18 mai, elle est détachée en permanence, ne laissant que deux divisions, celles d'Hooker et de Kearny, dans le corps et réduisant ses forces à 23 331 présents et absents, avec 34 pièces d'artillerie de campagne. Les deux divisions comptent environ 17 000 hommes sur les 18 205 hommes signalés comme « aptes au service ».
À Fair Oaks, sa prochaine bataille, 209 hommes sont tués, 945 blessés, et 91 sont portés disparus, principalement dans les brigades de Charles D. Jameson et d'Hiram G. Berry de la division de Kearny. Cinq régiments frais rejoignent le corps en juin, augmentant les effectifs selon le rapport du 20 juin à 27 474 « présents et absents », dont 18 428 sont signalés « aptes au service, et équipés » ; cela comprend huit batteries d'artillerie légère de 40 canons. Après déduction du grand nombre de non-combattants et des hommes de la logistique qui sont inclus dans les « aptes pour le service », le corps compte probablement à ce moment environ 17 000 hommes, disponibles pour faire face à une action.
Le corps ouvre les combats lors de la bataille des sept jours, à Oak Grove, le 25 juin, combattent de nouveau, à Glendale, le 30 juin, et à Malvern Hill le 1er juillet ; ses pertes lors de ces combats s'élèvent à 158 tués, 1 021 blessés, et 794 disparus ; pour un total, 1 973 hommes. Les plus lourdes pertes se produisent la brigade de John C. Robinson de la division de Kearny ; le 1st New York, la brigade de Berry subit également un feu nourri à Glendale.

### Campagne de la Virginie du nord: juillet - septembre 1862
Lors de la retraite en face de Richmond, le IIIe corps accompagne l'armée du Potomac à Manassas, où il est envoyé pour renforcer l'armée de Virginie de John Pope. Le corps quitte Harrison's Bar, le 14 août 1862, et, en marchant vers Yorktown, embarque le 20 août pour Alexandria. Il arrive à Warrenton Junction, le 26 août, et, le lendemain, la brigade Excelsior combat lors un engagement virulent à Bristoe Station. Le 29 août, le corps est engagé à Groveton. La brigade de Cuvier Grover, de la division de Hooker se bat désespérément sur le remblai de chemin de fer, dans lequel l'utilisation de baïonnettes et de mousquets comme massue est officiellement rapportée. Le 1er septembre, la division de Kearny est engagée à Chantilly, la brigade de Birney y prenant un rôle de premier plan ; Kearny est tué lors de cette action. Les pertes du corps à Manassas, y compris à Bristoe, Groveton, et Chantilly, s'élèvent à 260 tués, 1 525 blessés, et 453 disparus ; pour un total 2 238 hommes. La division de Hooker totalise pleinement 10 000 hommes à Yorktown, et reçoit un renfort d'environ 3 000 de plus ; après Manassas, il retire les rations à Fairfax Station pour seulement 2400 hommes. La pénibilité de la nature de ses campagnes, ainsi que les balles de l'ennemi, en disent long sur ses chiffres.

### Fredericksburg: novembre - décembre 1862
Le corps est tellement réduit par les pertes qu'il est affecté aux défenses de Washington pour se reposer et recruter, y demeurant au cours de la campagne du Maryland, et, ainsi, n'est pas présent lors de la bataille d'Antietam. En novembre, il rejoint l'armée du Potomac, maintenant sous les ordres d'Ambrose Burnside, alors en chemin vers Fredericksburg, et en arrivant à Falmouth le 24 novembre, il y campe, jusqu'à la bataille du 13 décembre. Dans l'intervalle, le général Hooker est promu au commandement de la grande division du centre, composée des IIIe et Ve corps ; le général George Stoneman est affecté au commandement du troisième corps d'armée ; le général Birney à celui de la 1st division ; le général Daniel E. Sickles à celui de la 2nd division ; et une troisième division, sous les ordres du général Amiel W. Whipple est ajoutée. Le corps n'est pas engagé au premier plan à Fredericksburg, bien qu'il se retrouve sous un feu nourri ; malgré cela, ses pertes s'élèvent à 145 tués, 837 blessés, et 202 disparus ; le total s'élève à 1 184 hommes, dont plus de la moitié dans la brigade de J. H. Hobart Ward de la division de Birney. Après la bataille, le corps retourne à ses quartiers à Falmouth, où il passe l'hiver de 1862-1863. Le général Sickles est promu au commandement du corps, et le général Hiram Berry à celui de la division de Sickles.

### Chancellorsville et Gettysburg: mai - juillet 1863
Le 1er mai 1863, le corps lève le camp et marche vers Chancellorsville, un champ de bataille riche en événements dans son histoire ; une bataille dont le plus gros des combats retombe sur les IIIe et XIIe corps. Elle concerne 17 568 hommes, dont des non combattants, pendant la campagne, perdant 378 tués, 2 634 blessés et 1 090 disparus ; pour un total de 4 102 hommes. Les généraux Berry et Whipple sont parmi les tués.
Les rangs dégarnis sont encore réduits par la perte de quatre régiments de New York dont le terme de deux ans d'enrôlement expire ; un régiment de neuf mois de Pennsylvanie repart également à la maison. Le corps est donc regroupé dans deux divisions ; la 1st division, sous les ordres du général David B. Birney, et la 2nd division sous les ordres du général Andrew A. Humphreys, un officier capable qui s'est distingué en tant que commandant de division à Fredericksburg.
À Gettysburg, le corps tient un rôle de premier plan lors de la deuxième journée de la bataille, le 2 juillet 1863. Agissant contre les ordres, le général Sickles déplace le corps de sa position défensive sur Cemetery Ridge, vers une position indéfendable à environ un kilomètre six cents en avant, centrée sur le verger de pêchers. Sickles veut occuper le terrain légèrement surélevé là-bas, mais le corps est forcé de défendre un saillant qui est trop long pour sa taille. Quand il est attaqué par deux divisions confédérées, il est pratiquement anéanti et doit être renforcé tout au long de la journée, à partir d'autres corps. Néanmoins, ses assaillants payent un prix effrayant. Ses pertes à Gettysburg sont de 578 tués, 3 026 blessés, et 606 disparus ; pour un total de 4 210 sur le 10 000 hommes effectivement engagés. Le rapport du matin comptabilise 11 924 présents équipés pour le service. Le général Sickles est grièvement blessé, perdant une jambe ; il quitte le corps et le service militaire actif, et le général Birney prend temporairement le commandement.

### Automne 1863
En juillet 1863, le corps est renforcé par l'ajout de la division de William H. French, qui était en garnison à Harpers Ferry et est composée, pour la plupart, de régiments avec des effectifs relativement complet, alors même qu'ils sont en service de plusieurs mois. Le général French est affecté au commandement du corps. Lors de la poursuite de Lee, après Gettysburg, une partie du corps est engagée à Wapping Heights, en Virginie, le 23 juillet, une action dans laquelle la brigade Excelsior est engagée de façon importante. Une autre action mineure se produit à Kelly's Ford, en Virginie, le 7 novembre 1863, au cours duquel certains régiments de la division (1st) de Birney se retrouve sous le feu.
Lors de la campagne de Mine Run, un combat féroce a lieu à Locust Grove, en Virginie, au cours duquel la division (3rd) de Joseph B. Carr subit des pertes considérables, la partie principale des victimes de cette campagne se produisant dans le IIIe corps. À ce moment, le général French est toujours au commandement du corps, les généraux Birney, Henry Prince, et Carr commandant les divisions. Lors du retour de Mine Run, le corps prend ses quartiers d'hiver à Brandy Station.

### Réorganisation de l'armée: mars 1864
Le 23 mars 1864, le département à la Guerre ordonne la dissolution des IIIe et Ier corps ; et la fusion des unités constituantes de deux corps avec le IIe, Ve et VIe corps. Cette ordonnance n'est pas appréciée par de nombreuses troupes ; en conséquence du mécontentement, les anciens soldats des Ier et IIIe corps sont autorisés à porter les insignes de leur ancien corps comme badge de casquette.
Les 1st et 2nd divisions sont transférées dans le IIe corps, et, avec les généraux Birney et Gershom Mott à leur commandement, qui deviennent respectivement les 3rd et 4th divisions de ce corps d'armée. La quatrième division est incorporée dans la troisième division à la bataille de Spotsylvania, et Mott devient l'un des commandants de brigade de Birney. La 3rd division est transférée dans le VIe corps, où, sous le commandement du général James B. Ricketts, elle devient la 3rd division de ce corps d'armée.

## Historique des commandants
| Samuel P. Heintzelman | 13 mars - 30 octobre 1862        |
| George Stoneman       | 30 octobre 1862 - 5 février 1863 |
| Daniel E. Sickles     | 5 février - 29 mai 1863          |
| David B. Birney       | 29 mai - 3 juin 1863             |
| Daniel E. Sickles     | 3 juin - 2 juillet 1863          |
| David B. Birney       | 2 juillet - 7 juillet 1863       |
| William H. French     | 7 juillet 1863 - 28 janvier 1864 |
| David B. Birney       | 28 janvier - 17 février 1864     |
| William H. French     | 17 février - 24 mars 1864        |